# فريدريك كيمبتير
فريدريك كيمبتير (بالألمانية: Friederike Kempter)‏ هي ممثلة ألمانية، ولدت في 23 أغسطس 1979 بشتوتغارت في ألمانيا.

## أعمال

### أفلام
- (2009) باندورم[2]

## وصلات خارجية
- فريدريك كيمبتير على موقع IMDb (الإنجليزية)
- فريدريك كيمبتير على موقع مونزينجر (الألمانية)
- فريدريك كيمبتير على موقع ألو سيني (الفرنسية)
- فريدريك كيمبتير على موقع ميوزك برينز (الإنجليزية)
- فريدريك كيمبتير على موقع أول موفي (الإنجليزية)
- فريدريك كيمبتير على موقع قاعدة بيانات الفيلم (الإنجليزية)
- فريدريك كيمبتير على موقع كينوبويسك (الروسية)